# Aperte o Play (álbum de Dream Team do Passinho)
Aperto o Play é o primeiro e único álbum de estúdio do grupo carioca Dream Team do Passinho do gênero Funk, originalmente lançado em 31 de Março de 2015 na plataforma digital iTunes, Google Play e nos serviços de fluxo de mídia Spotify, Apple Music e Tidal, pela gravadora Sony Music.

## Sobre o álbum

### Conceito
O álbum possui 12 músicas , sendo composta pelo grupo, o gênero principal do álbum é funk carioca e funk melody e incorpora batidas pop. As músicas do álbum dialogam com o público do morro ou do asfalto e uma irreverência que se reflete tanto no modo de vestir colorido e extravagante.Um dos produtores do disco e diretor musical do grupo, Rafael Mike explica que “Aperte o play” já é um marco na trajetória de cada um da turma.
| “ | “Um dos motivos para ele ser tão importante é que despertou a composição no grupo: quem não escrevia passou a escrever, e quem já tinha alguma coisa botou para dentro da panela. O disco é a nossa cara”. | ” |

As faixas “Batom com batom” e “Kiss me'' abordam relações homossexuais com direito a gírias próprias e pitadas de humor. Para Mike (produtor do álbum), o passinho é uma cultura aberta ao novo, o que faz dele um movimento com muita adesão dos gays. 
| “ | Uma grande inspiração para nós escrevermos ‘Kiss me’ foi um dançarino chamado Gambá (morto em 2012), que revolucionou o movimento com muita ousadia e originalidade. Ele era hétero, mas tinha trejeitos homossexuais na dança”. | ” |

| Críticas profissionais | Críticas profissionais |
| Avaliações da crítica  | Avaliações da crítica  |
| Fonte                  | Avaliação              |
| ---------------------- | ---------------------- |
| Notas Musicais         | 3 de 5 estrelas.       |
| Outra Página           | Mista                  |

## Recepção da crítica
O disco recebeu criticas mistas para postitivas da critica especializada. Mauro Ferreira do site Notas Musicais disse que ''É som de preto, de favelado, mas, quando toca, (quase...) ninguém vai ficar parado''. 

## Faixas
| N.º | Título              | Duração |  |
| 1.  | "Time Que sonha"    | 2:48    |  |
| 2.  | "De Ladin"          | 2:33    |  |
| 3.  | "Quadradinho Junto" | 2:44    |  |
| 4.  | "Pra Querer"        | 2:46    |  |
| 5.  | "Marrentinho"       | 3:05    |  |
| 6.  | "Carácoles"         | 2:01    |  |
| 7.  | "Batom Com Batom"   | 3:17    |  |
| 8.  | "Vai dar Ruim"      | 2:28    |  |
| 9.  | "Kiss Me"           | 2:47    |  |
| 10. | "A Fila"            | 2:57    |  |
| 11. | "Qual Foi"          | 1:51    |  |
| 12. | "Zap Zap"           | 2:40    |  |

## Videos Musicais
| Ano  | Título                   | Diretor(es)                 |
| ---- | ------------------------ | --------------------------- |
| 2014 | Todo Mundo Aperta o Play | Rafael Dragaud              |
| 2013 | De Ladin                 | Rafael Dragaud e Joana Swan |

## Participações em Trilhas Sonora
- "De Ladin" fez parte da trilha sonora da novela A Regra do Jogo da Rede Globo[6].